# Garnizon
Garnizon – określenie korpusu wojsk stacjonujących w określonym miejscu, dawniej w celu jego ochrony, obecnie zaś miejsce stacjonowania jest wykorzystywane jako baza wojskowa. Garnizonem nazywa się również miejscowość lub kilka położonych obok siebie miejscowości, w których stale lub czasowo rozmieszczone są jednostki wojskowe.
Funkcje garnizonu pełnią najczęściej miasta, miasteczka, forty, zamki czy osady. Miasto garnizonowe – to powszechne określenie miasta, w którym wybudowano koszary.
Dawniej: budowla rzymska o charakterze militarnym, którą stawiano zazwyczaj przy miastach w celu kontroli lub obrony. W garnizonach szkolono żołnierzy, których rekrutowano z pobliskiego miasta. Podobny do fortu.
W języku hebrajskim termin jednostka garnizonowa tłumaczy się jako חיל מצב (czytaj: chejl macaw), co oznacza regularną jednostkę broniącą danej strefy, tj. miasta, prowincji, zamku, twierdzy, a nawet pojedynczej budowli.
Garnizon na przestrzeni wieków przybierał różne formy i funkcje. Był na przykład ufortyfikowanym posterunkiem lub chatą – podczas wczesnego osadnictwa w Nowej Anglii. Stosowany również w czasie wojen z Indianami do kontrolowania indiańskich wiosek.
W Polsce garnizon jest jednostką podziału terytorialnego i administracji infrastrukturą wojskową.